# Torre Mercury
La Torre Mercury (in inglese: Mercury Tower) è un grattacielo di San Giuliano a Malta.

## Storia
La torre è stata progettata dall'architetta Zaha Hadid, di cui rappresenta una delle ultime opere prima della sua morte, avvenuta nel 2016. I lavori di costruzione sono stati terminati nel 2022, dopo aver raggiunto la sua altezza massima nel 2020.

## Descrizione
La torre è alta 122 metri per 32 piani, cosa che ne fa l'edificio più alto di Malta. Ha una destinazione mista residenziale e alberghiera.
Il carattere più distintivo dell'edificio è costituito dalla particolare torsione che caratterizza i livelli tra il nono e l'undicesimo piano.

## Galleria d'immagini

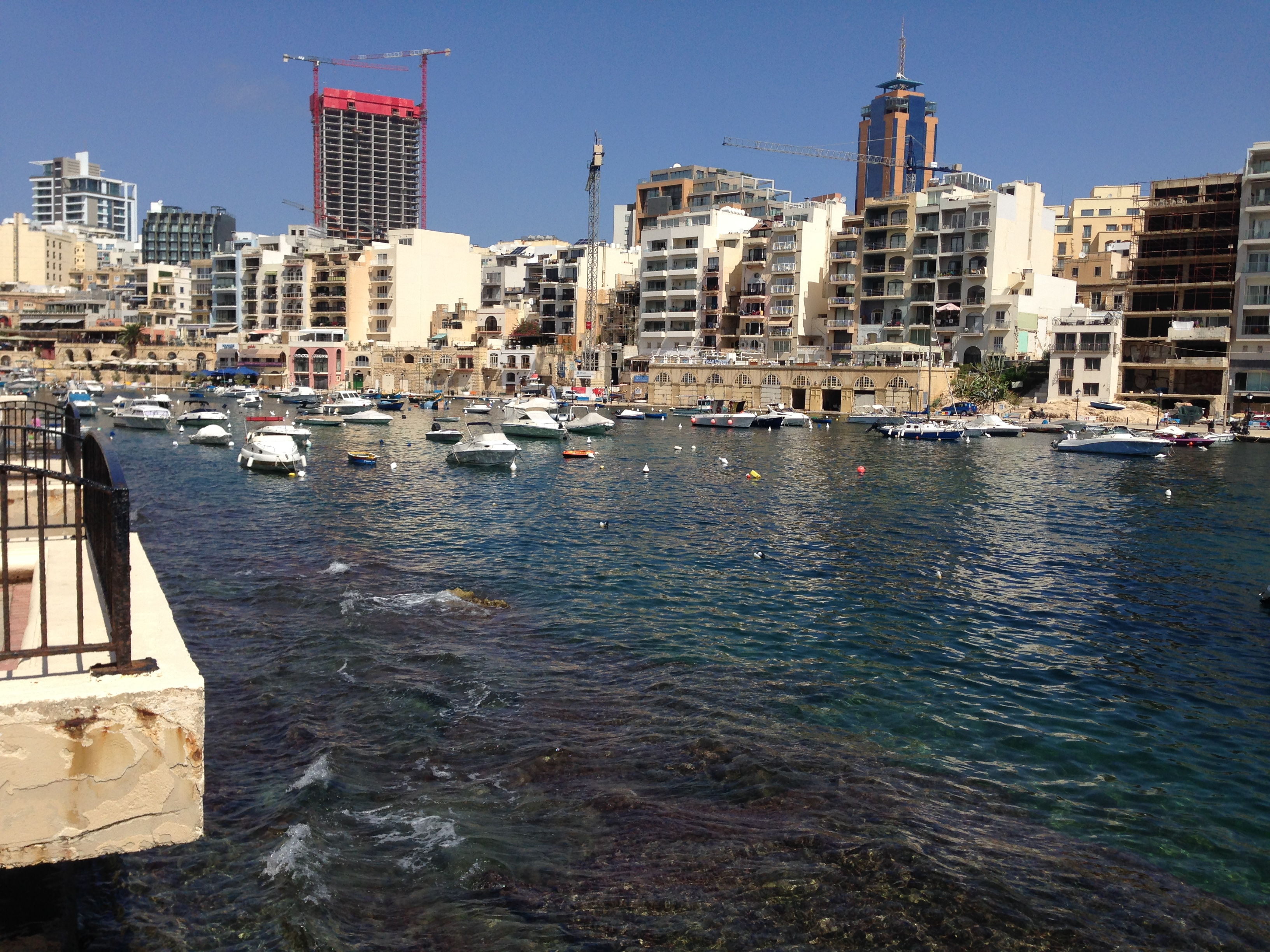
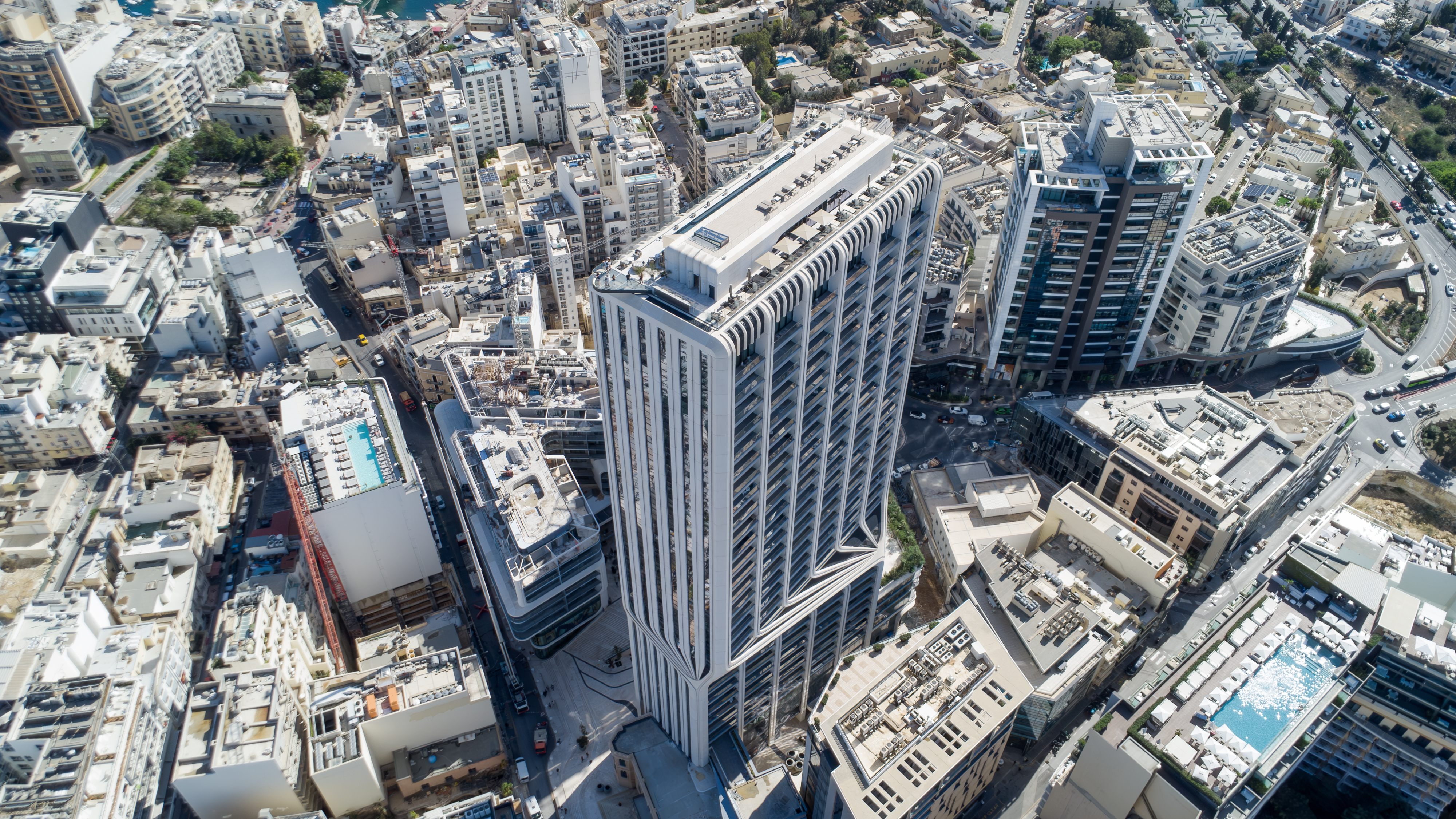
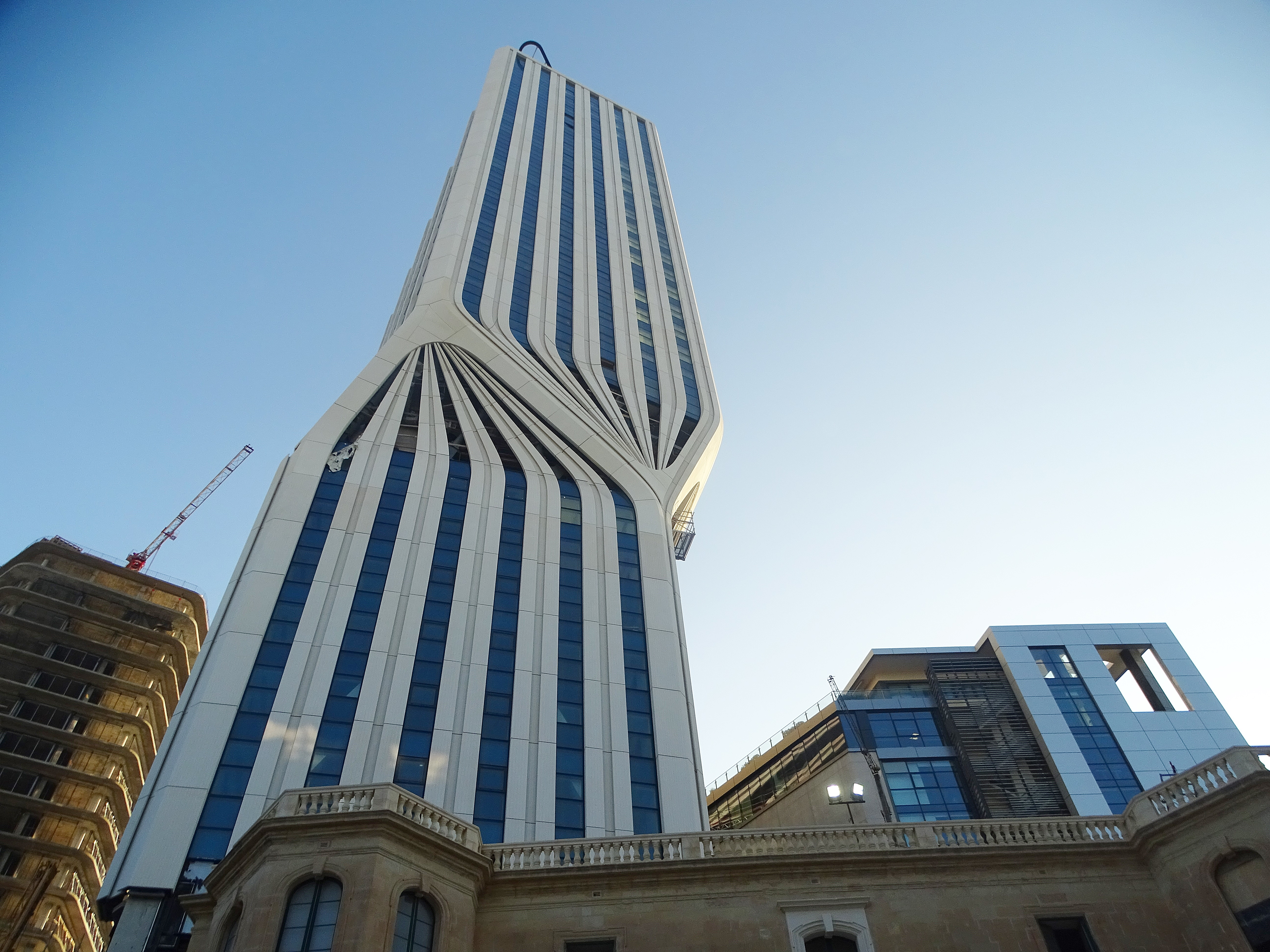